# Llista de monuments del districte de Sant Andreu
Llista de monuments del districte de Sant Andreu (Barcelona) inclosos en l'Inventari del Patrimoni Arquitectònic Català i en el catàleg de Patrimoni Arquitectònic de Barcelona.

## Monuments d'interès nacional
Monuments inscrits en el Registre de Béns Culturals d'Interès Nacional (BCIN) amb la classificació de monuments històrics per ser una construcció o altra obra material produïda per l'activitat humana que configura una unitat singular de les més rellevants del patrimoni cultural català.
| Monument  | Protecció       | Estil/època                                                               | Localització                                      | Coordenades                                          | Codi?         | Imatge                                                                                                |
| --------- | --------------- | ------------------------------------------------------------------------- | ------------------------------------------------- | ---------------------------------------------------- | ------------- | --- |
| Casa Bloc | BCIN 1879-MH-EN | Racionalisme Josep L. Sert, Joan B. Subirana, Josep Torres XX (1932-1936) | Barcelona Av. Torres i Bages, 91-105, Sant Andreu | 41° 26′ 29″ N, 2° 11′ 26″ E / 41.441352°N,2.190463°E | RI-51-0007008 | Casa Bloc (Barcelona) · Vegeu més fotos d'aquest monument · Carregueu una nova foto d'aquest monument |

## Monuments d'interès local
Monuments declarats com béns culturals d'interès local (BCIL), inclosos en el Catàleg de Patrimoni Arquitectònic de Barcelona amb el nivell de protecció B.
| Monument                                    | Protecció | Estil/època                              | Localització                                                                                 | Coordenades                                          | Codi?     | Imatge |
| ------------------------------------------- | --------- | ---------------------------------------- | -------------------------------------------------------------------------------------------- | ---------------------------------------------------- | --------- | --- |
| Les Carasses (Grup Escolar Ignasi Iglesias) | BCIL 2000 | Neoclassicisme Segle XVII                | Barcelona Pg. Torras i Bages, 108 - c. Valentí Iglesias 21-25 - c. Palomar, 52-56 - c. Cinca | 41° 26′ 29″ N, 2° 11′ 29″ E / 41.441488°N,2.191311°E | IPA-30285 | Les Carasses (Barcelona) · Vegeu més fotos d'aquest monument · Carregueu una nova foto d'aquest monument                 |
| Can Ros - Ca n'Armera                       | BCIL 2000 | Neoclassicisme Segle XVI; segle XVIII    | Barcelona C. Cardenal Tedeschini, 32 - c. Pardo, 2 - c. Ignasi Ros, 26-30                    | 41° 25′ 34″ N, 2° 11′ 00″ E / 41.425984°N,2.18321°E  | IPA-30306 | Ca n'Armera (Barcelona) · Vegeu més fotos d'aquest monument · Carregueu una nova foto d'aquest monument                  |
| Torre del Fang                              | BCIL 2000 | Gòtic Segle XV i XVI; segle XVIII        | Barcelona C. Clot, 228-264 - c. Espronceda, 296                                              | 41° 24′ 56″ N, 2° 11′ 28″ E / 41.415574°N,2.191134°E | IPA-40348 | Torre de Fang (Barcelona) · Vegeu més fotos d'aquest monument · Carregueu una nova foto d'aquest monument                |
| Xemeneia de Can Galta Cremat                | BCIL 2000 | XIX                                      | Barcelona Pl. Can Galta Cremat - c. Campeny, 20 - c. Colòmbia, 13 - c. Arquimedes, 30        | 41° 26′ 26″ N, 2° 11′ 14″ E / 41.440463°N,2.187199°E | IPA-42461 | Xemeneia de Can Galta Cremat (Barcelona) · Vegeu més fotos d'aquest monument · Carregueu una nova foto d'aquest monument |
| Can Mazantini                               | BCIL 2000 | Modernisme 1913                          | Barcelona C. Coroleu, 73-77 - c. Concepción Arenal, 284-286                                  | 41° 25′ 59″ N, 2° 11′ 04″ E / 41.433117°N,2.184497°E | IPA-42462 | Can Mazantini (Barcelona) · Vegeu més fotos d'aquest monument · Carregueu una nova foto d'aquest monument                |
| Rec Comtal                                  | BCIL 2000 | Obra popular Medieval                    | Barcelona C. Coronel Monasterio, 6-16 - c. Fernando Pessoa - c. de l'Andana de l'Estació     | 41° 26′ 36″ N, 2° 11′ 37″ E / 41.443424°N,2.193583°E | IPA-42463 | Rec Comtal (Barcelona) · Vegeu més fotos d'aquest monument · Carregueu una nova foto d'aquest monument                   |
| Can Guardiola                               | BCIL 2000 | Modernisme Josep Codina i Clapes 1903-04 | Barcelona Pg. Fabra i Puig, 13 - c. Cuba, 2-4                                                | 41° 25′ 48″ N, 2° 11′ 19″ E / 41.430054°N,2.188526°E | IPA-42464 | Can Guardiola (Barcelona) · Vegeu més fotos d'aquest monument · Carregueu una nova foto d'aquest monument                |
| Casa Vidal                                  | BCIL 2000 | Modernisme Pascual i Tintorer 1906       | Barcelona C. Pons i Gallarza, 1-3 - c. Gran de Sant Andreu, 255                              | 41° 26′ 07″ N, 2° 11′ 23″ E / 41.435366°N,2.189612°E | IPA-42465 | Casa Vidal (Barcelona) · Vegeu més fotos d'aquest monument · Carregueu una nova foto d'aquest monument                   |
| Farmàcia Guinart                            | BCIL 2016 | Modernisme XIX                           | Barcelona C. Gran de Sant Andreu, 306                                                        | 41° 26′ 13″ N, 2° 11′ 23″ E / 41.437059°N,2.189709°E | IPA-43602 | Farmàcia Guinart (Barcelona) · Vegeu més fotos d'aquest monument · Carregueu una nova foto d'aquest monument             |

## Altres monuments inventariats
Altres monuments inclosos a l'Inventari del Patrimoni Arquitectònic Català.
| Monument                                             | Protecció | Estil/època                                                                       | Localització                                                           | Coordenades                                          | Codi?     | Imatge |
| ---------------------------------------------------- | --------- | --------------------------------------------------------------------------------- | ---------------------------------------------------------------------- | ---------------------------------------------------- | --------- | --- |
| Ca n'Estruch, Convent de les Germanes de l'Assumpció |           | Obra popular Inici XX                                                             | Barcelona C. Pons i Gallarza 30-32                                     | 41° 26′ 08″ N, 2° 11′ 16″ E / 41.43552°N,2.18775°E   | IPA-30286 | Ca n'Estruch (Barcelona) · Vegeu més fotos d'aquest monument · Carregueu una nova foto d'aquest monument                        |
| Església de Sant Andreu de Palomar                   |           | 1870                                                                              | Barcelona Pl. d'Orfila                                                 | 41° 26′ 11″ N, 2° 11′ 30″ E / 41.436278°N,2.191583°E | IPA-30770 | Església de Sant Andreu de Palomar (Barcelona) · Vegeu més fotos d'aquest monument · Carregueu una nova foto d'aquest monument  |
| Parc Nou de la Trinitat                              |           | 1989-1992                                                                         | Barcelona C. Madriguera - via Barcino - pg. de Santa Coloma            | 41° 26′ 57″ N, 2° 11′ 45″ E / 41.449256°N,2.195722°E | IPA-40652 | Parc Nou de la Trinitat (Barcelona) · Vegeu més fotos d'aquest monument · Carregueu una nova foto d'aquest monument             |
| Canòdrom Meridiana                                   |           | Racionalisme, darreres tendències Antoni Bonet Castellana i J. Puig Torné 1962-63 | Barcelona C. Concepción Arenal, 165-185 - c. Riera d'Horta, 3-31       | 41° 25′ 39″ N, 2° 11′ 00″ E / 41.427367°N,2.18336°E  | IPA-41344 | Canòdrom Meridiana (Barcelona) · Vegeu més fotos d'aquest monument · Carregueu una nova foto d'aquest monument                  |
| Can Fabra, Fàbrica del Rec, el Vapor del Rec         |           | Arquitectura industrial, darreres tendències XX, XXI                              | Barcelona C. Segre, 24-32                                              | 41° 26′ 02″ N, 2° 11′ 28″ E / 41.433938°N,2.191094°E | IPA-42830 | Can Fabra (Barcelona) · Vegeu més fotos d'aquest monument · Carregueu una nova foto d'aquest monument                           |
| Parròquia de Sant Pacià                              |           | Historicisme neogòtic Joan Torras i Guardiola 1876-1881                           | Barcelona C. de les Monges, 27-33 - c. Vallès, 40 - c. Sòcrates, 45-53 | 41° 25′ 53″ N, 2° 11′ 15″ E / 41.431472°N,2.187600°E | IPA-43762 | Parròquia de Sant Pacià (Barcelona) · Vegeu més fotos d'aquest monument · Carregueu una nova foto d'aquest monument             |
| Habitatges del Congrés Eucarístic                    |           | Racionalisme 1952-1961                                                            | Barcelona Pl. del Congrés Eucarístic i voltants                        | 41° 25′ 33″ N, 2° 10′ 51″ E / 41.4258°N,2.1809°E     | IPA-46094 | Habitatges del Congrés Eucarístic (Barcelona) · Vegeu més fotos d'aquest monument · Carregueu una nova foto d'aquest monument   |
| Edifici Meridiana                                    |           | Racionalisme 1959-1965                                                            | Barcelona Av. Meridiana, 312bis-318                                    | 41° 25′ 27″ N, 2° 11′ 14″ E / 41.42426°N,2.18712°E   | IPA-46107 | Edifici Meridiana (Barcelona) · Vegeu més fotos d'aquest monument · Carregueu una nova foto d'aquest monument                   |
| Pont de Bac de Roda                                  |           | Santiago Calatrava 1987                                                           | Barcelona C. Felip II - c. Bac de Roda                                 | 41° 24′ 58″ N, 2° 11′ 33″ E / 41.4162°N,2.1924°E     | IPA-46115 | Pont de Bac de Roda (Barcelona) · Vegeu més fotos d'aquest monument · Carregueu una nova foto d'aquest monument                 |
| Illa Baró de Viver                                   |           | Postmodernisme, Escola de Barcelona 1985-1988                                     | Barcelona Pg. de Santa Coloma, 94-112 - pl. Baró de Viver              | 41° 26′ 53″ N, 2° 11′ 33″ E / 41.448°N,2.1924°E      | IPA-46116 | Illa Baró de Viver (Barcelona) · Vegeu més fotos d'aquest monument · Carregueu una nova foto d'aquest monument                  |
| Casa de l'antic Montepio d'Empleats                  |           | Racionalisme Raimon Duran i Reynals XX                                            | Barcelona Rbla. Fabra i Puig, 43-45                                    | 41° 25′ 48″ N, 2° 11′ 11″ E / 41.43003°N,2.18650°E   | IPA-46469 | Casa de l'antic Montepio d'Empleats (Barcelona) · Vegeu més fotos d'aquest monument · Carregueu una nova foto d'aquest monument |
| Conjunt industrial Fabra i Coats                     |           | XIX                                                                               | Barcelona C. de Sant Adrià, 20                                         | 41° 25′ 59″ N, 2° 11′ 26″ E / 41.43295°N,2.19064°E   | IPA-49312 | Conjunt industrial Fabra i Coats (Barcelona) · Vegeu més fotos d'aquest monument · Carregueu una nova foto d'aquest monument    |